# Personer i Sverige födda i Etiopien
Till personer i Sverige födda i Etiopien räknas personer som är folkbokförda i Sverige och som har sitt ursprung i Etiopien. Enligt Statistiska centralbyrån fanns det 2017 i Sverige sammanlagt cirka 19 400 personer födda i Etiopien. 2019 bodde det i Sverige sammanlagt 38 665 personer som antingen själva var födda i Etiopien eller hade minst en förälder som var det. En del av dem är adopterade till Sverige som barn, något som skett sedan 1969. En del människor som kom till Sverige innan 1993 från Etiopien är egentligen eritreaner, eftersom Eritrea då tillhörde Etiopien.

## Historisk utveckling

### Födda i Etiopien
| Personer i Sverige födda i Etiopien 1900–2024 | Personer i Sverige födda i Etiopien 1900–2024 | Personer i Sverige födda i Etiopien 1900–2024 | Personer i Sverige födda i Etiopien 1900–2024 | Personer i Sverige födda i Etiopien 1900–2024 |
| --- | --------------------------------------------- | --------------------------------------------- | --------------------------------------------- | --------------------------------------------- |
| |                                               |                                               |                                               |                                               |
| År |                                               |                                               | Folkmängd                                     |                                               |
| 1900 | 1900                                          |                                               | 5                                             |                                               |
| 1950 | 1950                                          |                                               | 41                                            |                                               |
| 1960 | 1960                                          |                                               | 59                                            |                                               |
| 1970 | 1970                                          |                                               | 346                                           |                                               |
| 1980 | 1980                                          |                                               | 1 797                                         |                                               |
| 1990 | 1990                                          |                                               | 10 027                                        |                                               |
| 2000 | 2000                                          |                                               | 11 907                                        |                                               |
| 2001 | 2001                                          |                                               | 11 722                                        |                                               |
| 2002 | 2002                                          |                                               | 11 409                                        |                                               |
| 2003 | 2003                                          |                                               | 11 281                                        |                                               |
| 2004 | 2004                                          |                                               | 11 213                                        |                                               |
| 2005 | 2005                                          |                                               | 11 221                                        |                                               |
| 2006 | 2006                                          |                                               | 11 427                                        |                                               |
| 2007 | 2007                                          |                                               | 11 783                                        |                                               |
| 2008 | 2008                                          |                                               | 12 223                                        |                                               |
| 2009 | 2009                                          |                                               | 13 052                                        |                                               |
| 2010 | 2010                                          |                                               | 13 822                                        |                                               |
| 2011 | 2011                                          |                                               | 14 314                                        |                                               |
| 2012 | 2012                                          |                                               | 14 844                                        |                                               |
| 2013 | 2013                                          |                                               | 15 494                                        |                                               |
| 2014 | 2014                                          |                                               | 16 145                                        |                                               |
| 2015 | 2015                                          |                                               | 16 704                                        |                                               |
| 2016 | 2016                                          |                                               | 17 944                                        |                                               |
| 2017 | 2017                                          |                                               | 19 358                                        |                                               |
| 2018 | 2018                                          |                                               | 20 695                                        |                                               |
| 2019 | 2019                                          |                                               | 21 686                                        |                                               |
| 2020 | 2020                                          |                                               | 22 125                                        |                                               |
| 2021 | 2021                                          |                                               | 22 672                                        |                                               |
| 2022 | 2022                                          |                                               | 23 141                                        |                                               |
| 2023 | 2023                                          |                                               | 23 363                                        |                                               |
| 2024 | 2024                                          |                                               | 23 463                                        |                                               |
| Anm.: Befolkning den 31 december respektive år förutom åren 1960 och 1970 som avser förhållandet den 1 november och år 1980 som avser förhållandet den 15 september. |                                               |                                               |                                               |                                               |